# 機場空運中心

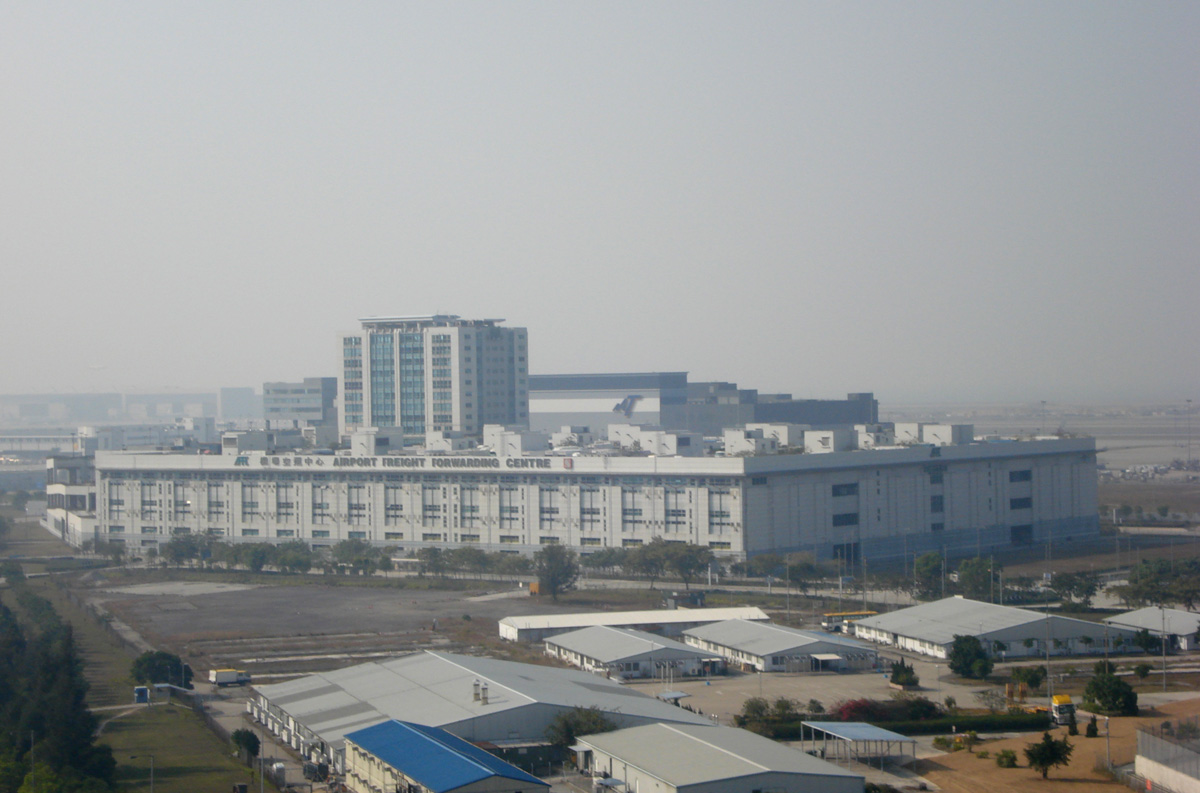
機場空運中心

機場空運中心 (Airport Freight Forwarding Centre, AFF) 位於香港新界赤鱲角香港國際機場，是香港國際機場唯一提供倉儲及辦公室出租服務的倉存服務營運商，也是新鴻基地產的全資附屬公司，共有130萬平方呎的貨倉及17.5萬平方呎的甲級寫字樓。

## 交通
巴士

## 連結
- 機場空運中心 （页面存档备份，存于）